# 오타 요코
오타 요코(大田洋子, 1903년 2월 20일 또는 1906년 11월 18일 ~ 1963년 12월 10일)는 일본의 작가이다. 이 작가의 작품 다수가 원자 폭탄 문헌 장르와 관련되어 있다.

## 생애
히로시마시에서 출생한 오타는 1929년 《성모가 있는 황혼(聖母のゐる黄昏)》을 발표하며 작가로 데뷔한다. 1939년에는 《해녀》가 추오코론 출판사의 지식 계급 총동원 현상에, 그리고 이듬해에는 《벚꽃의 나라》가 《아사히신문》 창간 50주년 기념 현상 소설 공모에 1등으로 입상한다. 이는 대중들에게 널리 이름을 알리는 계기된 한편, 이 작품들이 담고 있는 당시의 국책 옹호적 내용으로 인해 후에, 오타는 비판의 대상이 되기도 한다. 1945년 피난지였던 히로시마시에서 피폭당한 후, 그 체험을 살린 소설 《시체의 거리》를 창작하지만 점령군의 언론 통제로 즉시 출간하지는 못하고, 1948년에 이르러서야 추오코론에서 출간하게 이른다. 이후, 오타는 1950년대 초반까지 자신의 원폭 체험을 소재로 한 작품인 《시체의 거리》 복원판, 《인간남루(人間襤樓)》, 《반인간(半人間)》 등을 창작했다. 원폭으로 인한 후유증으로 건강이 악화되는 가운데 1950년대 중후반부터는 자신의 주변, 특히 노모를 주인공으로 하는 《80세(八十歳)》, 《84세(八十四歳)》 등의 사소설적인 심경 소설을 발표함으로 원폭을 중심으로 한 사회 문제에서 개인으로 소설의 소재를 바꾼다. 1963년 〈왜 그녀는 떠도는가〉를 연재하던 중 심장마비로 세상을 떠나 원폭으로 굴곡진 이 세상과도 창작의 세계와도 이별한다.

## 관련 문헌
- Esashi, Akiko (1971). 《Ota Yoko Hyoden》. Tokyo: Nami Shobo.